# Thilo Sarrazin
Dr Thilo Sarrazin (ur. 12 lutego 1945 w Gerze) – niemiecki ekonomista, autor licznych publikacji, nie tylko na tematy gospodarcze, ale również społeczne.
W 1971 roku ukończył studia ekonomiczne na Uniwersytecie w Bonn. Dwa lata później uzyskał doktorat, również w Bonn. W latach 1975–1981 pisał przemówienia dla ekonomisty i polityka Hansa Apela. W latach 2002−2009 był Senatorem ds. Finansów w Berlinie; polityk Socjaldemokratycznej Partii Niemiec (SPD).
Od 2009 do września 2010 roku był członkiem zarządu Banku Centralnego Republiki Federalnej Niemiec (Deutsche Bundesbank).

## Kontrowersje

### Książka „Deutschland schafft sich ab”

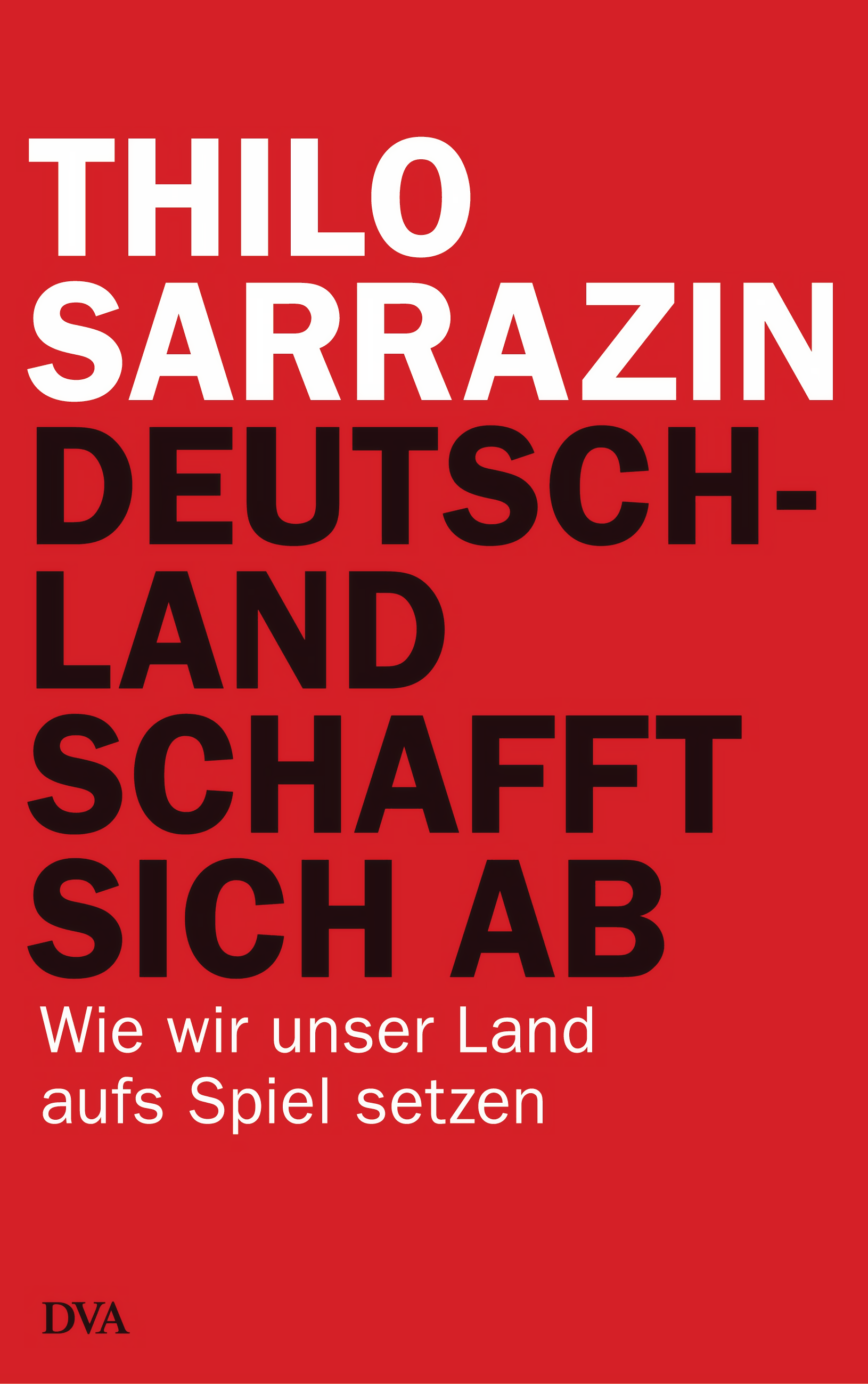
Okładka książki Deutschland schafft sich ab

Pod koniec sierpnia 2010 roku nakładem monachijskiego wydawnictwa Deutsche Verlags-Anstalt ukazała się książka pod tytułem „Deutschland schafft sich ab: Wie wir unser Land aufs Spiel setzen” (ISBN 978-3-421-04430-3), co można na język polski przetłumaczyć jako Niemcy likwidują się same: Jak wystawiamy nasz kraj na ryzyko. W swojej książce Sarrazin zarzuca imigrantom z państw muzułmańskich, że tworzą równoległe społeczeństwo, swoiste państwo w państwie, przez co ich integracja jest utrudniona. Szczególną uwagę zwraca on na fakt, że emigranci z krajów islamskich przysparzają państwu również więcej kosztów socjalnych, niż dostarczają korzyści rozwojowi gospodarki. Autor przytaczając liczne statystyki zauważa, że podobnej skali problemów nie ma z emigrantami z Azji czy Europy Środkowo-Wschodniej. Winą obarcza więc islam, który − zdaniem Sarrazina − stoi w opozycji do wartości liberalnych państw europejskich.
Książka wywołała ogólnonarodową debatę o imigrantach. Sam autor poniósł liczne konsekwencje. Macierzysta partia Sarrazina − SPD − wszczęła procedurę wykluczenia go z szeregów. Prezydent Christian Wulff wezwał Sarrazina do ustąpienia z funkcji członka zarządu Bundesbanku. Stanowisko prezydenta wywołało również kontrowersje, czy nie stanowi zamachu na niezależność banku centralnego.
Książka Sarrazina okazała się bestsellerem osiągając we wrześniu 2010 roku łączny nakład do 250 tys. egzemplarzy. Do końca 2010 roku sprzedano blisko 1,5 mln egzemplarzy.
Krytycy Sarrazina twierdzą, że jego poglądy charakteryzują się ksenofobią. Tymczasem badania genealogiczne jego rodziny wykazały, że on sam pochodzi od imigrantów, którzy przybyli do Niemiec wskutek anulowania Edyktu nantejskiego przez Ludwika XIV. Byli nimi francuscy Hugenoci, Włosi i Anglicy. Niemieckie media sprzyjające Sarrazinowi uznały, że jest to wzorowy przykład tak zwanego „sukcesu integracyjnego” (Integrationserfolg).
Nazwisko autora pochodzi od słowa „saracen”, które w średniowieczu stosowało się dla określania Arabów lub ogólnie wszystkich wyznawców islamu.